# Neil Harbisson
Neil Harbisson (27 de julio de 1984) es un artista vanguardista y activista cíborg de origen hispano-irlandés con residencia en Nueva York y Barcelona. Es la primera persona en el mundo, reconocida como cíborg por un gobierno y la primera persona con una antena implantada en la cabeza. Asegura que la antena le permite ver y percibir colores invisibles como infrarrojos y ultravioletas así como recibir imágenes, videos, música o llamadas telefónicas directamente a su cabeza desde aparatos externos como móviles o satélites. Su conexión a satélites le permite percibir frecuencias procedentes de fuera de la Tierra.
Desde 2004, los medios de comunicación lo han descrito como el primer cíborg del mundo o el primer artista cíborg de la historia por expresarse artísticamente a partir de un nuevo sentido creado a partir de la unión permanente entre su cerebro y la cibernética. Es cofundador de la Cyborg Foundation, una organización internacional dedicada a ayudar a los humanos a convertirse en cíborgs, a promover el arte cíborg y a defender los derechos de los cíborgs. Estudió composición musical experimental en el Dartington College of Arts y fotografía digital en el New York Institute of Photography.

## Biografía
Hijo de padre irlandés y de madre hispano-alemana, Harbisson nació con visión acromática. Creció en Mataró, Cataluña, donde estudió piano y bachillerato artístico. Es amigo desde su infancia de la también artista cíborg Moon Ribas. A los 18 años, Harbisson apareció en medios de comunicación catalanes por su activismo medioambiental, después de subir y vivir en un árbol durante varios días para evitar la tala de tres árboles centenarios de Mataró.
A los 19 años se trasladó a Dublín, donde continuó con sus estudios de piano y el año siguiente entró en el Dartington College of Arts (Inglaterra), donde estudió composición y se convirtió en cíborg. Es discípulo del compositor experimental Frank Denyer y del pianista manco John Railton.

## Arte cíborg
Harbisson define sus obras como arte cíborg; el arte de diseñar e implantarse nuevos sentidos y nuevos órganos. Define su práctica artística como neuro-escultura: el objetivo es moldear el cerebro para crear nuevas percepciones de la realidad. También define este movimiento artístico como percepcionismo; el arte de crear nuevas percepciones de la realidad. Clasifica el arte cíborg como un movimiento de post-arte, ya que en su practicalidad no se distingue la diferencia entre artista, obra de arte, espacio donde se presenta la obra y público.

### Antena cíborg
La antena de Harbisson, implantada permanentemente en su cabeza desde 2004, está osteointegrada dentro de su cráneo y sale de su hueso occipital. La antena le permite oír las frecuencias del espectro de luz, incluyendo colores invisibles como infrarrojos y ultravioletas. La antena incluye conexión a Internet que le permite recibir colores de satélites y de cámaras externas, así como también recibir llamadas telefónicas directamente a su cráneo. La primera persona en llamar a su cabeza fue la humorista Ruby Wax.
La antena consta de 4 implantes: dos implantes de antena, un implante de vibración/sonido, y un implante para conectarse a Internet vía Bluetooth. Actualmente hay 5 personas, una en cada continente, con permiso para enviarle imágenes, sonidos o vídeos directamente a la cabeza. La primera demostración pública de una transmisión de imagen directamente al cráneo fue retransmitida en directo por Al Jazeera [cita requerida].
Harbisson empezó la creación de la antena en 2003 en el Dartington College of Arts con el estudiante Adam Montandon. Juntos desarrollaron un sensor que transpone frecuencias de color a frecuencias de sonido. Neil memorizó el sonido de cada color y en 2004 decididó integrar permanentemente el sensor a su cabeza. El proyecto ganó un premio europeo de diseño (Europrix 2004) y un premio nacional de innovación (Submerge 2004).
El implante de antena, rechazado por comités de bioética, fue implantado por doctores anónimos - primero subcutáneamente y después de manera osteointegrada.
En 2011, la antena sufrió daños por parte de policías durante una manifestación en Barcelona. Los daños fueron denunciados como agresión física y no como daños materiales ya que Harbisson considera la antena como un órgano más de su cuerpo.

### Pasaporte cíborg
En 2004, el gobierno británico rechazó la renovación del pasaporte de Harbisson por aparecer en la foto con un aparato electrónico. Harbisson les contestó que se había convertido en un cíborg y que la antena no era un aparato sino un órgano de su cuerpo. Después de semanas de correspondencia, el gobierno reconoció la antena como parte de su cuerpo y le dejaron renovar el pasaporte. Harbisson declaró que se convirtió en cíborg cuando dejó de sentir la diferencia entre su cerebro y el software.

### Actividad pública
Harbisson ha contribuido significativamente a la concienciación pública de los cíborgs mediante conferencias, congresos y LAN Parties. Ha participado en festivales como el British Science Festival, TED, London Fashion Week, Sónar, y NeoTokyo Festival, entre otros. Harbisson se ha convertido en Trending topic de Twitter en varias ocasiones.
Ha aparecido en numerosos programas y documentales sobre el futuro y transhumanismo como Daily Planet de Discovery Channel, Explorations, Repor y Redes; en documentales específicos sobre su vida como Sentir Colors, Cyborgs and Stem Cells Archivado el 15 de julio de 2011 en Wayback Machine., La importància dels colors, y ha aparecido como invitado en programas como Richard & Judy, Buenafuente, Fantástico y Masterchef.
Harbisson ha participado en programas de radio como Studio 360 de Nueva York, BBC World Service, La Ventana, y ha aparecido en varios reportajes de revistas internacionales como Forbes, Wired,The Red Bulletin, Modern Painters, ¡Hola!, Muy Interesante así como en La Contra de la Vanguardia y en El País Semanal (entrevistado por Juan José Millás).
En 2013, Cyborg Foundation, un documental sobre Neil Harbisson ganó un primer premio en el Festival de Cine de Sundance. En 2014 se rodó The Sound of Colours, un cortometraje sobre la vida de Harbisson. En 2015, Hearing Colors, un documental en blanco y negro rodado en Nueva York, fue seleccionado como un "Staff Pick" de Vimeo y ganó un primer premio en el Tribeca Film Festival.

## Obras

### Arte

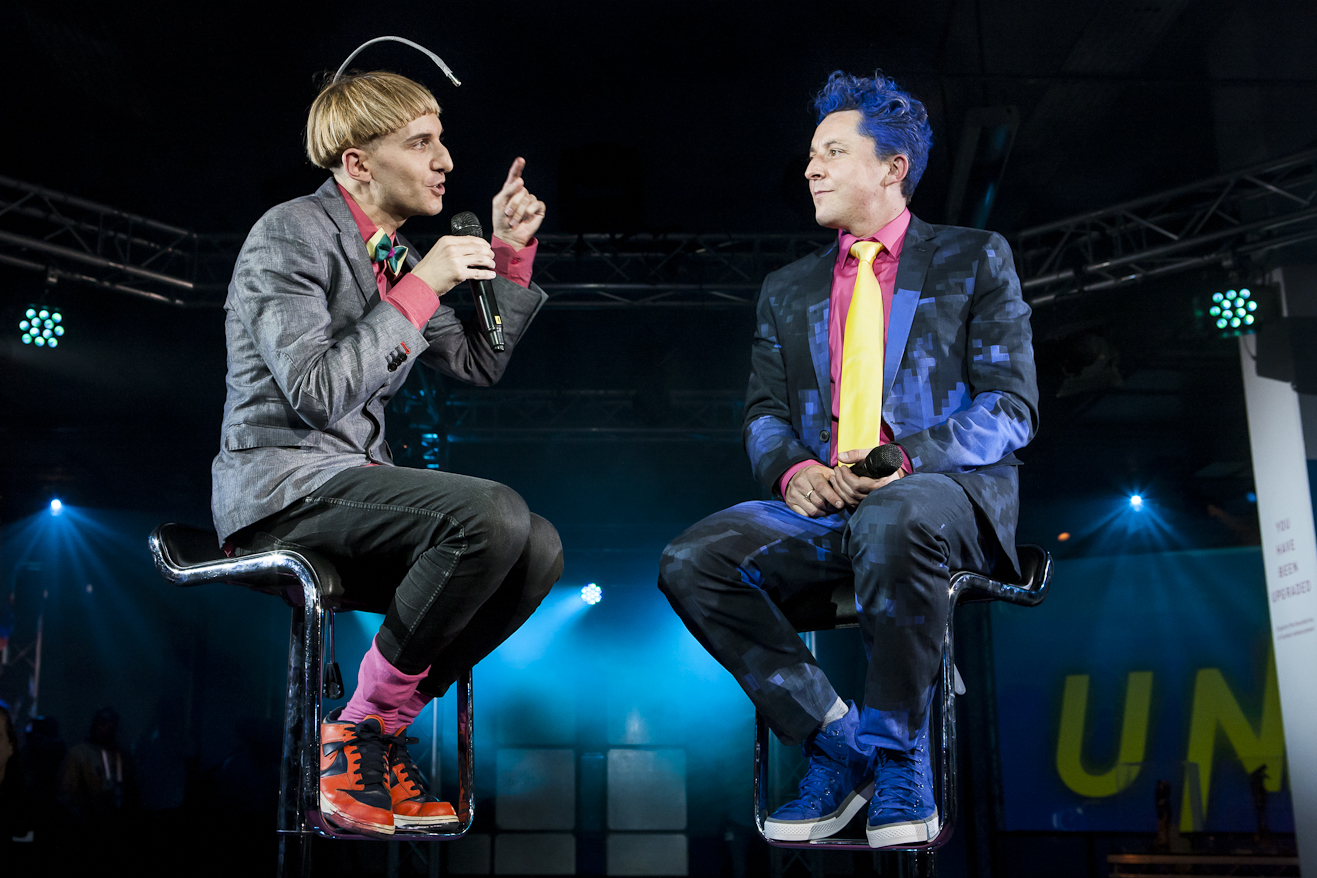
Neil Harbisson dando una charla en el Science Museum de Londres (2015)

Sound Portraits ("Retratos Sonoros") son retratos de personas que Harbisson crea al escuchar los colores de sus caras. Cada cara crea un acorde de diferentes microtonos en función de sus colores. Para crear un retrato sonoro Harbisson se sitúa delante de la persona y apunta a las diferentes partes de la cara con su antena mientras anota las diferentes notas que escucha. Desde 2005 ha creado retratos sonoros en persona a personalidades como el rey Carlos III, Al Gore, Antoni Tàpies, Leonardo DiCaprio, Tracey Emin, Gael García Bernal, Marina Abramovic, James Cameron, Moby, Tim Berners-Lee, Nicole Kidman, Judi Dench, Steve Wozniak, Peter Brook, Montserrat Caballe, Daniel Radcliffe y Woody Allen, entre otros.
Sus primeras exposiciones fueron en 2004 en Inglaterra y Austria. En 2007, Harbisson viajó en autoestop visitando más de 50 países y escaneó cada capital de país hasta poder representar cada ciudad con dos tonos principales. Harbisson ha mostrado los colores de cada capital en varias galerías.
Para Harbisson, escuchar colores también implica que cualquier sonido o música se pueda asociar con colores. Color Scores ("Partituras de Color") son una serie de obras donde Harbisson transpone a color piezas musicales.

### Música
Conciertos de color

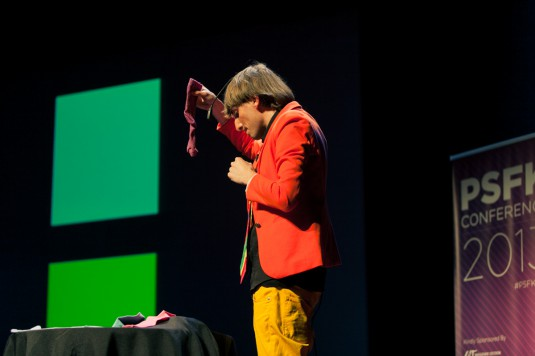
Neil Harbisson interpretando un concierto de color en el Museum of Jewish Heritage de Manhattan, Nueva York (2013)

En Piano Concerto num. 1, estrenado en 2004, Harbisson pintó un piano de cola Steinway & Sons, usando las frecuencias de los colores como notas. En Pianoborg Concerto, Harbisson adjuntó un equipo en la parte inferior del piano y un sensor de color encima de las teclas para convertir el piano en un piano preparado cibernético. Cuando un color se mostraba en el sensor, el equipo recogía la frecuencia y la transmitía al piano haciendo sonar la nota correspondiente. Harbisson dijo: "El piano está tocando los colores del pianista; el piano está tocando al pianista".
Actualmente, Harbisson da conciertos de colores conectando su antena a altavoces y apuntando la antena a las caras del público o a objetos de color. En 2013 estrenó Sock Sonata en el Museum of Jewish Heritage de Nueva York, donde Harbisson creó música con calcetines.
Colaboraciones
Ha colaborado con la cantante islandesa María Huld Markan Sigfúsdóttir y con el artista y músico Pau Riba. En 2011, actuó junto Albert Pla, Pascal Comelade y Enric Casasses en el teatro CAT de Barcelona. Uno de sus proyectos es Avigrama, una estructura de 12 cuerdas, una para cada semitono en una octava, instalado en el techo de una granja. La instalación se graba las 24 horas del día y se deja que la partitura se cree en función de donde se colocan las aves.

### Arte de acción
Harbisson ha creado arte de acción colaborando con la coreógrafa Moon Ribas en la creación de obras escénicas, performances y happenings. Obras como Opus No.1, estrenada en el BAC Theatre de Londres en 2007, y El Sonido del Naranjo, estrenada en el Antic Teatre de Barcelona en 2011, combinan el uso de cibernética, color y movimiento. En 2010, El Sonido del Naranjo de Neil Harbisson y Moon Ribas ganó el Premio a la Creación Escénica, galardonado por el IMAC Mataró. Harbisson ha donado antenas a comunidades de ciegos y ha impartido clases de color. Harbisson defiende que las antenas (así como otras extensiones cibernéticas) deberían ser tratadas como una parte del cuerpo y no como un aparato.
En 2011, después de la visita de Harbisson a Ecuador, el vicepresidente Lenin Moreno anunció que su gobierno ayudaría a promover la investigación y la creación de antenas en su país.

## Citas
- “La vida será mucho más emocionante cuando dejemos de crear aplicaciones para móviles y empecemos a crear aplicaciones para nuestro cuerpo."[72]
- "No siento que uso tecnología, ni siento que llevo tecnología, siento que soy tecnología."[73]
- “No hay pieles blancas ni pieles negras, todos somos naranja. Las pieles blancas son naranja claro y las pieles negras son naranja oscuro."[74]
- "No es la unión entre la antena y mi cabeza lo que me convierte en cíborg sino la unión entre el software y mi cerebro."[36]
- “Si eres un poco raro, quieres ser normal. Si eres muy raro, aspiras a que te lo reconozcan."[75]
- "Ahora siempre que miro a alguien le puedo decir que su cara me suena."[76]
- “El ser humano está destinado a convertirse en cíborg; llevamos siglos usando la tecnología como herramienta, el siguiente paso es que se convierta en parte de nuestro cuerpo."[77]